# Georg Fahlman

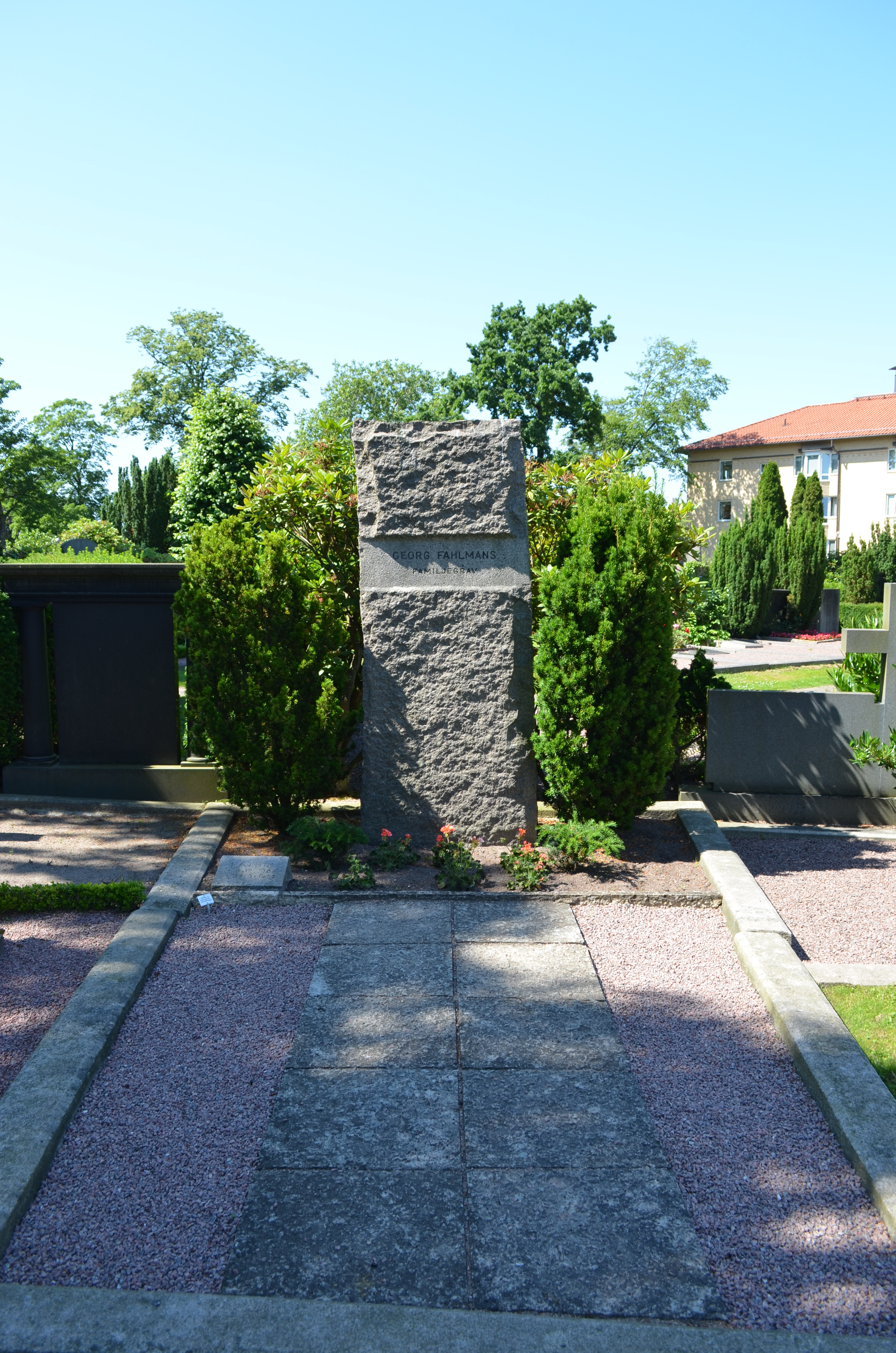
Georg Fahlmans familjegrav på Donationskyrkogården i Helsingborg.

Georg Ludvig Fahlman, född 10 juni 1888 i Kristinehamn, Värmlands län, död 17 juni 1964 i Brunnby församling, Malmöhus län, var en svensk konditor och riksdagspolitiker (högern).

## Biografi
Som konditorlärling hade Fahlman praktiserat i Lausanne i Schweiz och han arbetade sedan en tid på Oscar Bergs konditori i Stockholm. År 1914 flyttade han till Helsingborg, där han tog över ett konditori på Drottninggatan 15 som döptes om till Fahlmans conditori. Verksamheten flyttade 1921 till en ny adress vid hörnet Stortorget/Kullagatan, där konditoriet legat sedan dess. År 1923 kunde Fahlman köpa hela fastigheten av konsulinnan Amalia Virgin och 1930 genomförde han en större om- och tillbyggnad av huset, uppfört 1804, som bland annat omfattade en tillbyggnad av en våning. Fahlman kom att engagera sig i Helsingborgs politiska liv och var ledamot av Helsingborgs stadsfullmäktige 1931. Han var även medlem av Helsingborgs hantverksförening, i vilken han var ordförande från 1933. Inför valet till Riksdagens andra kammare 1945 nominerades Fahlman som tredje namn på Högerns lista för Fyrstadskretsen och kom att bli invald under perioden 1945–48. År 1960 övertogs konditoriverksamheten i Helsingborg av sonen Lars och konditoriet drivs nu av tredje generationen Fahlman genom barnbarnen Pierre och Mikael.